# Catostylus townsendi
Catostylus townsendi är en manetart som beskrevs av Mayer 1915. Catostylus townsendi ingår i släktet Catostylus och familjen Catostylidae. Inga underarter finns listade i Catalogue of Life.

## Bildgalleri

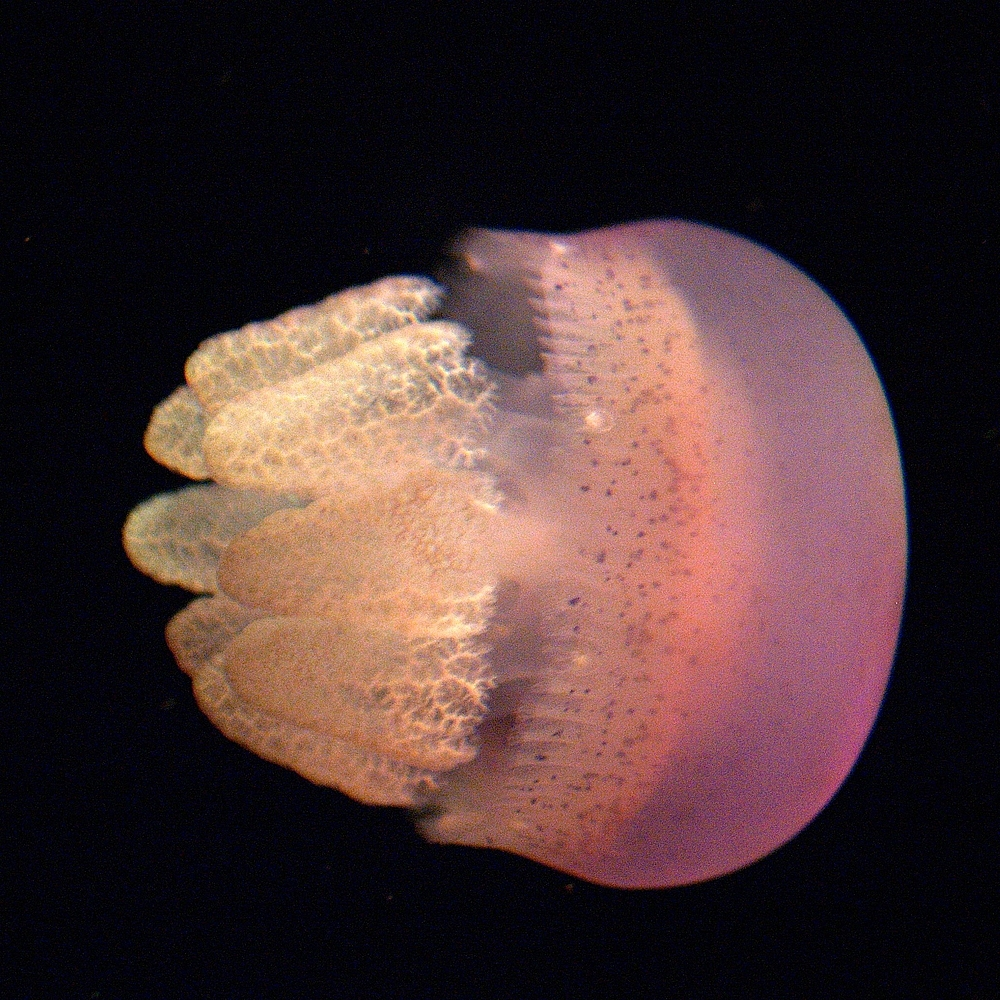